# 제57회 미국 감독 조합상
제57회 미국 감독 조합상은 2004년 뛰어난 활동을 보인 영화 감독을 기리기 위해 2005년 1월에 열린 시상식이다. 뉴욕, Beverly Hilton Hotel에서 개최되었으며 사회자는 칼 라이너이다.

## 수상 및 후보

### 감독상(영화부문)
- 밀리언 달러 베이비 - 클린트 이스트우드 수상
- 에비에이터 - 마틴 스코세이지
- 레이 - 테일러 핵포드
- 네버랜드를 찾아서 - 마크 포스터
- 사이드웨이 - 알렉산더 페인

### 감독상(TV영화부문)
- 썸딩 더 로드 메이드 - 조세프 서전트 수상

### 감독상(TV부문)
- 데드우드 (HBO) - 월터 힐 수상

### 감독상(다큐멘터리부문)
- 낙타의 눈물 - 비암바수렌 다바아 수상
- 낙타의 눈물 - 루이기 팔로니 수상

### 감독상(광고부문)
- Noam Murro 수상

### 다이버시티 상
- Stephen McPherson 수상

### 프랑크 카프라 상
- Herb Adelman 수상

### 프랭크린 J. 샤프너 상
- Stanley M. Faer 수상

### 대통령상
- 길버트 케이츠 수상